# Leichtathletik-Europameisterschaften 2010/Medaillenspiegel
Dies ist der vollständige Medaillenspiegel der Leichtathletik-Europameisterschaften 2010, welche vom 27. Juli bis zum 1. August 2010 im spanischen Barcelona stattfanden. Bei identischer Medaillenbilanz sind die Länder auf dem gleichen Rang geführt und alphabetisch geordnet.
| Medaillenspiegel | Medaillenspiegel | Medaillenspiegel | Medaillenspiegel | Medaillenspiegel | Medaillenspiegel |
| Platz            | Land             | Gold             | Silber           | Bronze           | Gesamt           |
| ---------------- | ---------------- | ---------------- | ---------------- | ---------------- | ---------------- |
| 1                | Frankreich       | 8                | 6                | 4                | 18               |
| 2                | Russland         | 8                | 4                | 5                | 17               |
| 3                | Großbritannien   | 6                | 10               | 4                | 20               |
| 4                | Deutschland      | 5                | 6                | 7                | 18               |
| 5                | Polen            | 3                | 1                | 6                | 10               |
| 6                | Türkei           | 3                | –                | –                | 3                |
| 7                | Ukraine          | 2                | 4                | 1                | 7                |
| 8                | Italien          | 2                | 3                | 3                | 8                |
| 9                | Spanien          | 2                | 2                | 1                | 5                |
| 10               | Kroatien         | 2                | –                | –                | 2                |
| 11               | Niederlande      | 1                | 1                | 1                | 3                |
| 12               | Belgien          | 1                | –                | 2                | 3                |
| 13               | Lettland         | 1                | –                | 1                | 2                |
| 13               | Slowakei         | 1                | –                | 1                | 2                |
| 15               | Norwegen         | 1                | –                | –                | 1                |
| 15               | Schweiz          | 1                | –                | –                | 1                |
| 17               | Portugal         | –                | 4                | 1                | 5                |
| 18               | Rumänien         | –                | 2                | –                | 2                |
| 19               | Irland           | –                | 1                | 1                | 2                |
| 19               | Schweden         | –                | 1                | 1                | 2                |
| 19               | Belarus          | –                | 1                | 1                | 2                |
| 22               | Bulgarien        | –                | 1                | –                | 1                |
| 23               | Ungarn           | –                | –                | 3                | 3                |
| 24               | Aserbaidschan    | –                | –                | 1                | 1                |
| 24               | Finnland         | –                | –                | 1                | 1                |
| 24               | Moldau           | –                | –                | 1                | 1                |
| 24               | Tschechien       | –                | –                | 1                | 1                |
| Gesamt           | Gesamt           | 47               | 47               | 47               | 141              |